# Carl Holmberg
Carl Johan Severin Holmberg (Malmö, Escània, 9 de març de 1884 – Malmö, 1 de desembre de 1909) va ser un gimnasta suec que va competir a primers del segle xx. Era germà dels també gimnastes Oswald i Arvid Holmberg.
El 1908 va prendre part en els Jocs Olímpics de Londres, on guanyà la medalla d'or en la prova del concurs complet per equips, com a membre de l'equip suec.